# Porssjön, Småland
Porssjön är en sjö i Markaryds kommun i Småland och ingår i Lagans huvudavrinningsområde.